# Pristoderus antarcticus
Pristoderus antarcticus là một loài bọ cánh cứng trong họ Zopheridae. Loài này được White miêu tả khoa học năm 1846.

## Hình ảnh

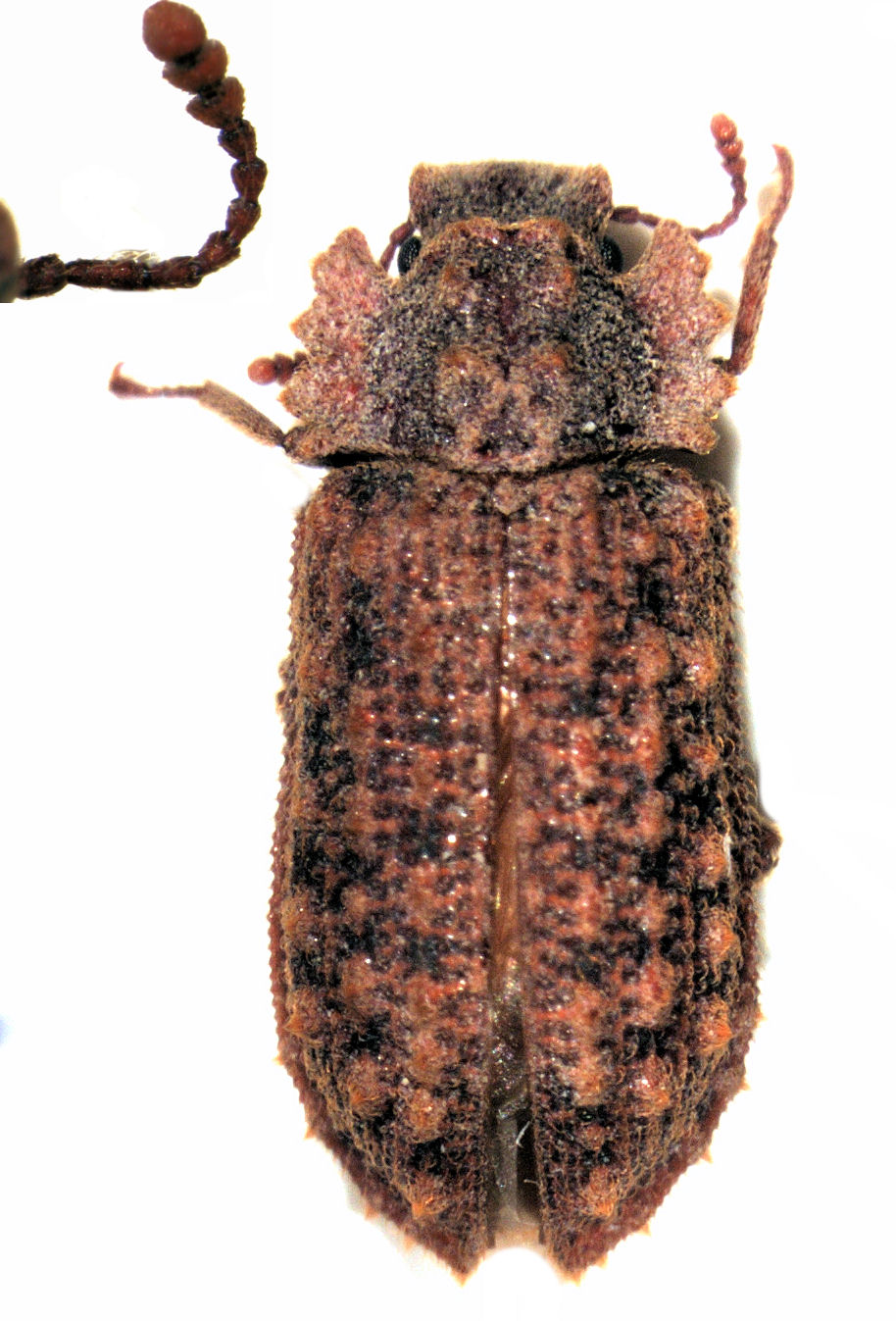